# Mario Panzeri (alpinista)
Mario Panzeri (Costa Masnaga, 10 maggio 1964) è un alpinista italiano.
Ha al suo attivo tutte le 14 cime più alte del mondo, ciascuna salita senza l'ausilio di ossigeno supplementare.

## Biografia
Guida alpina dal 1987, ha scalato le principali cime alpine ripetendo le classiche e compiendo alcune prime in solitaria, invernali e concatenamenti. Ha inoltre aperto nuovi itinerari. Artigiano, con la sua ditta si occupa di consolidamenti montani e di pareti rocciose, installazioni di barriere paramassi e paravalanghe, tiranti e micropali.
Oltre alle esperienze himalaiane, ha scalato nel 1985 lo spigolo nordovest dell'Ama Dablam in Nepal, ha aperto una nuova via sull'Aiguille Poincenot in Sud America e salito il Huascarán. Ha inoltre effettuato tentativi all'Hornbein Couloir dell'Everest e alla parete Ovest del Makalu.
Nel 2004 ha partecipato alla spedizione "K2 2004 Cinquant'anni dopo", organizzata da Agostino Da Polenza per celebrare i 50 anni dal primo raggiungimento della vetta del K2, opera di una spedizione italiana.

## Carriera alpinistica
- 1988 - Cho Oyu (8 201 m)[7]
- 1989 - Everest (8 856 m) - tentativo Hornbein Couloir sul versante nord
- 1990 - Everest (8 856 m) - tentativo Hornbein Couloir sul versante nord
- 1991 - Makalu (8 463 m) - tentativo versante ovest
- 1992 - Everest (8 856 m) - versante sud[7]
- 1996 - K2 (8 611 m)[7]
- 1997 - Lhotse (8 516 m)[7]
- 1998 - Annapurna I (8 091 m) - tentativo versante sud
- 2004 - Everest (8 856 m) - tentativo versante nord
- 2005 - Annapurna I (8 091 m)[8]
- 2006 - Makalu (8 463 m)[9]
- 2006 - Gasherbrum II (8 035 m)[10]
- 2008 - Nanga Parbat (8 125 m)[11]
- 2008 - Broad Peak (8 047 m)[12]
- 2009 - Manaslu (8 163 m)[13]
- 2010 - Shisha Pangma (8 027 m)[14]
- 2011 - Kangchenjunga (8 586 m)[7]
- 2011 - Gasherbrum I (8 068 m)[15]
- 2012 - Dhaulagiri I (8 167 m)[1]